# Ментцер, Майк
Майк Ментцер (англ. Mike Mentzer; 15 ноября 1951, Ефрата, Пенсильвания — 10 июня 2001, Лос-Анджелес) — американский бодибилдер. В 1979 г. Ментцер занял второе, а в 1980 г. — пятое место в важнейшем чемпионате по бодибилдингу — «Мистер Олимпия». После соревнований в 1980 году Ментцер оставил спортивную карьеру.

## Биография
Ментцер родился в небольшом американском городке под Филадельфией. С детского возраста интересовался бодибилдингом. В 1971 году впервые выступил на соревнованиях «Мистер Америка», которые проходили в Йорке, Пенсильвания. Тогда он занял 10-е место.
В 1971 г. Кейси Ваятор познакомил Майка с Артуром Джонсом — автором концепции High-Intensity-Training. Ментцер принял эту концепцию и стал её активно разрабатывать и применять вместе со своим братом - также бодибилдером Рэймондом.
В 1979 г. Майк принял участие в соревнованиях «Мистер Олимпия-79», где он выиграл в тяжёлом весе, но всё же проиграл в абсолютном зачёте более легкому Фрэнку Зейну. Следующая «Олимпия-80» состоялась в Сиднее, Австралия. Там Ментцер рассчитывал уже на полную победу. Но неожиданно вернулся Шварценеггер, который после победы на «Олимпии-75» объявлял о своём уходе из спорта. Надежды Ментцера не оправдались, он занял только пятое место. Выиграл Арнольд, став в седьмой раз Мистером Олимпия. 
После этих событий Майк покинул большой спорт и занялся тренерской работой. Он написал несколько книг и множество статей о бодибилдинге, разработал новую систему тренировок, предусматривающую значительное сокращение количества и продолжительности тренировок и большее время для отдыха. Майк Ментцер тренировал Дориана Ятса, выигравшего «Олимпию» шесть раз, хотя он и начал тренироваться лишь с 20-летнего возраста. 
Система тренировок Майка Ментцера «Супертренинг» отличалась повышенной жесткостью и интенсивностью. Он исповедовал тренинг до отказа, с максимальными весами, в том числе и в таких базовых упражнениях, как жим лежа, приседания и тяга Т-грифа. Набор массы тела его подопечных при этом шел с огромной скоростью, но сопровождался перетренированностью, травмами и растяжениями. Тот же Дориан Ятс вошел в историю бодибилдинга не только, как шестикратный мистер Олимпия, но также, как один из наиболее травмированных атлетов. Занимаясь, как ученик по системе Ментцера, он достиг соревновательного веса в 136 кг на Олимпии 1996 году, но при этом получил: надрыв четырехглавой мышцы бедра, отрыв трицепса и отрыв бицепса.  
Ментцер умер 10 июня 2001 года в возрасте 49 лет. Он был найден своим братом Рэем в его квартире в Лос-Анджелесе. Смерть наступила в результате сердечного приступа. Через два дня (12 июня) в той же самой квартире в возрасте 47 лет умер Рэй, страдавший болезнью почек. Во время вскрытия в крови обоих братьев была обнаружена большая доза морфина, который они принимали в медицинских целях для снятия боли.

## Соревнования
- 1971 - Mr. America - AAU, 10-е место
- 1971 - Teen Mr America - AAU, 2-е место
- 1975 - Mr. America - IFBB, Medium, 3-е место
- 1975 - Mr. USA - ABBA, Medium, 2-е место
- 1976 - Mr. America - IFBB, Overall Winner
- 1976 - Mr. America - IFBB, Medium, 1-е место
- 1976 - Universe - IFBB, MiddleWeight, 2-е место
- 1977 - North American Championships - IFBB, Overall Winner
- 1977 - North American Championships - IFBB, MiddleWeight, 1-е место
- 1977 - Universe - IFBB, HeavyWeight, 2-е место
- 1978 - USA vs the World - IFBB, HeavyWeight, 1-е место
- 1978 - World Amateur Championships - IFBB, HeavyWeight, 1-е место
- 1979 - Canada Pro Cup - IFBB, 2-е место
- 1979 - Florida Pro Invitational - IFBB, 1-е место
- 1979 - Night of Champions - IFBB, 3-е место
- 1979 - Mr. Olympia - IFBB, HeavyWeight, 2-е место
- 1979 - Pittsburgh Pro Invitational - IFBB, 2-е место
- 1979 - Southern Pro Cup - IFBB, 1-е место
- 1980 - Mr. Olympia - IFBB, 5-е место